# Adalbert I av Ballenstedt
Adalbert I av Ballenstedt, född omkring 970, var greve av Askanien-Ballenstedt och fogde av Kloster Nienburg och Hagenrode. Han blev stamfar till huset Askanien.

## Biografi
Vid mitten av 1100-talet skrevs en krönika om Albrekt Björnens förfäder, en krönika som bygger på äldre källmaterial. Uppgifterna i krönikan samstämmer med talrika indicier som finns i samtida källor från 1000-talet. Denna krönika nämner dock ej namnet på Esikos far. Således är namnet på askaniernas äldste kände anfader okänt; det honom senare tillskrivna namnet Adalbert baseras på en hypotes.

## Äktenskap och barn
Adalbert gifte sig med Hidda av Lausitz, dotter till markgreve Hodo I (död 993). Paret fick följande barn:
1. Esiko av Ballenstedt (990/1000-1059/1060), greve av Ballenstedt och Aschersleben
2. Dietrich von Ballenstedt, prost i Ballenstedt (?)
3. Ludolf von Ballenstedt, munk i Corvey
4. Uta von Ballenstedt (ca 1000-före 1046), gift med markgreve Ekkehard II av Meissen (död 1046)
5. Hazecha von Ballenstedt (död omkring 1052), abbedissa av Kloster Gernrode